# Поплітник іржастий
Поплі́тник іржастий (Thryophilus rufalbus) — вид горобцеподібних птахів родини воловоочкових (Troglodytidae). Мешкає в Мексиці, Центральній і Південній Америці.

## Опис
Довжина птаха становить 14-16,5 см, вага 22-28 г. Верхня частина тіла рудувато-коричнева, тім'я охристо-коричневе. Над очима помітні білі смуги, через очі ідуть коричневі смуги, на скронях і щоках білуваті, охристі і чорні смужки. Крила і хвіст рудувато-коричневі, поцятковані чорнуватими смужками. Горло і груди білуваті, груди поцятковані нечіткими сіруватими плямами. Боки тьмяно-охристо-коричневі, нижні покривні пера хвоста поцятковані чорними смугами. Очі карі або червонувато-карі, дзьоб зверху чорний, знизу сизувато-тілесного кольору, лапи сизі. Виду не притаманний статевий диморфізм. У молодих птахів плями на обличчі менш помітні, груди більш плямисті, на покривних перах крил є нечіткі смуги.

## Підвиди
Виділяють п'ять підвидів:
- T. r. rufalbus (Lafresnaye, 1845) — південна Мексика, Гватемала і Сальвадор;
- T. r. sylvus (Phillips, AR, 1986)[5] — Карибські схили на сході Гватемали і півночі Гондурасу;
- T. r. castanonotus Ridgway, 1888[6] — Тихоокеанські схили в Нікарагуа, Коста-Риці і західній Панамі;
- T. r. cumanensis (Cabanis, 1861)[7] — північ Колумбії і Венесуели;
- T. r. minlosi Berlepsch, 1884[8][9]< — Східна Колумбія і північно-західна Венесуела.

## Поширення і екологія
Іржасті поплітники мешкають в Мексиці, Гватемалі, Сальвадорі, Гондурасі, Нікарагуа, Коста-Риці, Панамі, Колумбії і Венесуелі. Вони живуть в сухих і сезонно вологих тропічних лісах, на узліссях, у венесуельському льяносі також в галерейних лісах. Зустрічаються поодинці, на висоті до 1500 м над рівнем моря. Живляться комахами, павуками та іншими безхребетними, яких шукають в підліску та на землі. Сезон розмноження в Коста-Риці триває з травня по червень, в Сальвадорі з березня до початку травня, у Венесуелі з травня по липень. Гніздо кулеподібне з бічним, трубкоподібним входом, направленим донизу, робиться з трави, розміщується на невисоких акаціях Vachellia collinsii або Vachellia cornigera, в яких живуть агресивні симбіотичі мурахи. В кладці 2-3 синьо-зелених або блакитних яйця. Насиджує і доглядає за пташенятами лише самиця, пара швидко розпадається. Іржасті поплітники часто стають жертвами гніздового паразитизму тахете.